# Middelste smaragdhagedis
De middelste smaragdhagedis (Lacerta media) is een hagedis uit de familie echte hagedissen (Lacertidae).

## Naam en indeling
Het is een van de halsbandhagedissen uit het geslacht Lacerta. De wetenschappelijke naam van de soort werd voor het eerst voorgesteld door Amédée Louis Lantz en Carl August Otto Cyrén in 1920.

## Verspreiding en habitat
De hagedis heeft een groot verspreidingsgebied en komt voor van oostelijk Europa tot in het Arabisch Schiereiland. De hagedis is te vinden in de landen Armenië, Azerbeidzjan, Georgië, Iran, Israël, Jordanië, Libanon, Rusland, Syrië en Turkije.
De habitat bestaat uit open bossen met verschillende vegetatietypen. Deze kunnen bestaan uit grasland, een rotsige ondergrond of struiken. Er is een tolerantie voor gebieden die door de mens zijn aangepast, zoals agrarische gebieden, plantages en tuinen.

## Levenswijze
De middelste smaragdhagedis is een klimmende soort die vaak wordt aangetroffen in bomen. De vrouwtjes zetten tweemaal per jaar eieren af op de bodem. Ieder legsel bevat tussen de negen en achttien eieren. Als de jongen tevoorschijn komen duurt het nog twee jaar eer ze volwassen zijn.

## Beschermingsstatus
Door de internationale natuurbeschermingsorganisatie IUCN is de beschermingsstatus 'veilig' toegewezen (Least Concern of LC).

## Soorten
Er worden vijf ondersoorten erkend die onderstaand met de auteur en het verspreidingsgebied zijn weergegeven.
| Naam                        | Auteur              | Verspreidingsgebied                  |
| --------------------------- | ------------------- | ------------------------------------ |
| Lacerta media ciliciensis   | Schmidtler, 1975    | Turkije                              |
| Lacerta media isaurica      | Schmidtler, 1975    | Turkije                              |
| Lacerta media israelica     | Peters, 1964        | Israël, Jordanië, Syrië              |
| Lacerta media media         | Lantz & Cyrén, 1920 | De rest van het verspreidingsgebied. |
| Lacerta media wolterstorffi | Mertens, 1922       | Libanon, Syrië, Turkije              |